# Curtoaia, Ungheni
Curtoaia este un sat din componența comunei Condrătești din raionul Ungheni, Republica Moldova.
Curtoaia : suprafața - 9 kmp. ;
distanța până la Ungheni - 50 km;
până la Chișinău - 100 km;
Gospodării - 118;
Populația - 310 oameni;
Fond locativ - 4,8 mii mp;
Case cu gaz lichifiat - 100;
Fântâni - 10;
Drumuri - 3 km;
Școală română, bibliotecă, magazin, club, stadion
În termeni geografici, Curtoaia este situată ”pe culmea anticlinatului dintre bazinul Culei și bazinul Ichelului, între satele Hircești și Condrătești sub un hârtop la 14 km de or. Cornești”. La este se mărginește peste pădure cu satul Năpădeni, la sud - cu Mănăstirea Veverița.
Anul întemeierii a fost 1822, precizează și Dicționarul statistic al Basarabiei, editat la 1923 la Chișinău. Noi nu dispunem de argumente, care ar combate această concluzie. Cătunul Curtoaia în manuscrisele de arhivă a apărut abia la 10 iulie 1869 (ANRM, f. 8, inv 1, dos. 46). În literatura tipărită îl găsim și mai târziu, în 1904. „Curtaia, cătun în jud. Bălți, face parte din volosti Cornești . Are 37 de case, cu o populație de 250 suflete. Împrejurul cătunului sunt văi” așa ne informează Dicționarul geografic al Basarabiei în 1904. Recensământul din 1910 a constatat că, luate împreună, în Curtoaia și Hîrcești sunt 166 de gospodării.
Credincioșii din Curtoaia se aflau în 1922 în parohia Condrătești. 55 de ogrăzi, o gospodărie boierească și o fabrică de cherestea - iată cu ce se putea mândri acest cătun din inima codrilor în 1923. Peste 10 ani populația lui ajunsese la 240 de oameni. În 1933 erau școlarizați 53 din cei 83 de copii în vârstă de 5-16 ani. Alexandru Cujba era aici pedagog. Regimul sovietic a găsit în toamna a. 1940 în Curtoaia 292 de locuitori, toți români-basarabeni. În războiul din 1941-1945 au căzut 8 podgoreni. Cînd oamenii istoviți de foamete mureau, pe capete , ziarul „Moldova Socialistă” din 1 aprilie 1947 scria despre localitatea Curtoaia , r-nul Cornești : ”Aici nu s-a început semănatul” , iar gazeta „Sovietskaia Moldavia” la 2 septembrie declara că „Curtoaia dă pâine peste plan. După ce 5 persoane au fost mânate în surghiunul stalinist siberian, lumea se înscrie „binevol” în colhozul ”Biruința”. În noaptea spre 1 mai 1950 câțiva răzbunători din ”Armata Neagră” s-au furișat în casa directorului de școală Ion Bulmaga și secretarului comsomolist Ion Diaconu, răfuindu-se cu ei. În 1971 sătucul avea 637 locuitori, în 1989 - numai 296, la 1 noiembrie 2002 - 310 de suflete. Curtoaia, împreună cu alte 5 așezări din valea râului Cula, intră până nu demult în comuna Hîrcești. Majoritatea țăranilor dau prioritate muncii individuale pe cotele lor de pământ. La Duminica Mare, se curăță și se amenajează fântânile, se împodobesc porțile cu frunzari. Ultima reformă administrativ-teritorială a trecut sătișorul Curtoaia în componența primăriei Contrătești.